# Valet (service)

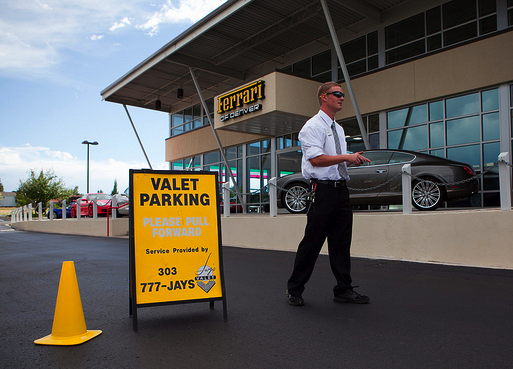
Valetparkingmedewerker

Een valet of valet de chambre is oorspronkelijk een kamerdienaar.
Sinds het eind van de twintigste eeuw wordt er meestal een parkeerhulp mee aangeduid, een medewerker van een bedrijf dat Valetparking aanbiedt. In plaats van zelf een parkeerplaats op te moeten zoeken, kan de gast de auto voor de deur parkeren, waarna een medewerker, de valet, de auto op een veilige plaats parkeert en doorgaans later de auto ook weer ophaalt voor de gast. Deze service wordt met name aangeboden door restaurants, hotels, grote winkelbedrijven, vliegvelden en andere bedrijven. De dienst bestaat al sinds de jaren zestig in de Verenigde Staten maar is met een sterke opmars bezig in Nederland en België.